# Kreis Wipperfürth

Lage des Kreises Wipperfürth (1905)

Der Kreis Wipperfürth war ein von 1816 bis 1932 bestehender Kreis im preußischen Regierungsbezirk Köln. Mit jenem gehörte er zunächst zur Provinz Jülich-Kleve-Berg, ab 1822 schließlich zur Rheinprovinz. Kreisstadt war Wipperfürth. Das ehemalige Kreisgebiet liegt heute zum überwiegenden Teil im Oberbergischen Kreis und zu einem kleineren Teil im Rheinisch-Bergischen Kreis.

## Vorgeschichte
Nach der Niederlage von Napoleon Bonaparte in der Völkerschlacht bei Leipzig im Oktober 1813 wurde zur Verwaltung der eroberten Gebiete am 23. Oktober 1813 ein Zentralverwaltungsdepartement etabliert. Im November 1813 wurde auf dem Gebiet des ehemaligen Herzogtums Berg und der Herrschaften Gimborn, Homburg und Wildenburg das Generalgouvernement Berg mit Verwaltungssitz in Düsseldorf gebildet. Bereits 1814 wurde unter provisorischer preußischer Verwaltung im Generalgouvernement ein Kreis Wipperfürth zusammen mit den Kreisen Düsseldorf, Elberfeld und Mülheim eingerichtet. Der damalige Kreis hatte 75.358 Einwohner und umfasste die bisherigen Kantone Gummersbach, Waldbröl, Eitorf, Homburg aus dem ehemaligen Arrondissement Siegen, Lindlar aus dem ehemaligen Arrondissement Mülheim am Rhein, Wipperfürth aus dem ehemaligen Arrondissement Elberfeld sowie die Mairie Friesenhagen aus dem Kanton Wildenburg. Geleitet wurde der provisorische Kreis seit 1813 von Kreisdirektor Karl Cappe.

## Verwaltungsgeschichte
Durch den Wiener Kongress wurde das Großherzogtum Berg am 31. Mai 1815 Preußen zugesprochen. 1816 wurde preußische Verwaltungseinteilung in Provinzen, Regierungsbezirke und Kreise eingeführt. Dabei wurde auch der Kreis Wipperfürth gegründet, der im Wesentlichen aus dem Gebiet der Kantone Lindlar und Wipperfürth bzw. dem Gebiet des alten bergischen Amtes Steinbach bestand. Der Kreis war in die sechs Bürgermeistereien Engelskirchen, Klüppelberg, Cürten, Lindlar, Olpe und Wipperfürth gegliedert, die während der Franzosenzeit als Mairien gegründet worden waren. Durch die Gemeindeordnung für die Rheinprovinz erhielten 1845 alle Orte, die einen eigenen Haushalt führten, den Status einer Gemeinde. Wipperfürth erhielt außerdem 1856 die Rheinische Städteordnung. Seitdem war der Kreis Wipperfürth wie folgt gegliedert:
| Bürgermeisterei | Gemeinden (1865)         |
| --------------- | ------------------------ |
| Kürten          | Bechen, Kürten           |
| Engelskirchen   | Engelskirchen, Hohkeppel |
| Klüppelberg     | Klüppelberg              |
| Lindlar         | Lindlar                  |
| Olpe            | Olpe, Wipperfeld         |
| Wipperfürth     | Wipperfürth (Stadt)      |

Das Gebiet des Kreises umfasste 1885 eine Fläche von 311,57 km². Wie in der gesamten Rheinprovinz wurden 1927 die Bürgermeistereien des Kreises in Ämter überführt. Die beiden Gemeinden des Amtes Olpe wurden am 1. Juli 1929 in das Amt Kürten eingegliedert. Am 1. Oktober 1932 wurde der Kreis Wipperfürth aufgelöst und mit dem Kreis Mülheim am Rhein zum Rheinisch-Bergischen Kreis mit Sitz in Bergisch Gladbach zusammengeschlossen.

## Einwohnerentwicklung
| Jahr | Einwohner |
| ---- | --------- |
| 1816 | 19.836    |
| 1828 | 22.146    |
| 1871 | 27.592    |
| 1880 | 28.289    |
| 1890 | 27.971    |
| 1900 | 28.251    |
| 1910 | 29.600    |
| 1925 | 29.341    |

## Landräte
- 1816–1845: Friedrich Wilhelm Schumacher
- 1846–1851: Julius Wiethaus
- 1852–1855: Clemens Mersmann
- 1856–1864: Maximilian von Nesselrode-Ehreshoven
- 1865–1887: Egon von Fürstenberg
- 1888–1892: Franz von Nesselrode-Ehreshoven
- 1892–1893: Robert Klauser auftragsweise
- 1893:–9999 Hjalmar von Mörner auftragsweise
- 1893–1895: Georg Porcher
- 1895–1904: Adolf von Dalwigk zu Lichtenfels
- 1904–1918: Friedrich Knoll
- 1918–1919: Otto Bödiker
- 1919–1925: Eduard Wessel
- 1925–1932: Leo Huttrop